# Station Exmouth
Exmouth is een spoorwegstation van National Rail in Exmouth, East Devon in Engeland. Het station is eigendom van Network Rail en wordt beheerd door Great Western Railway.

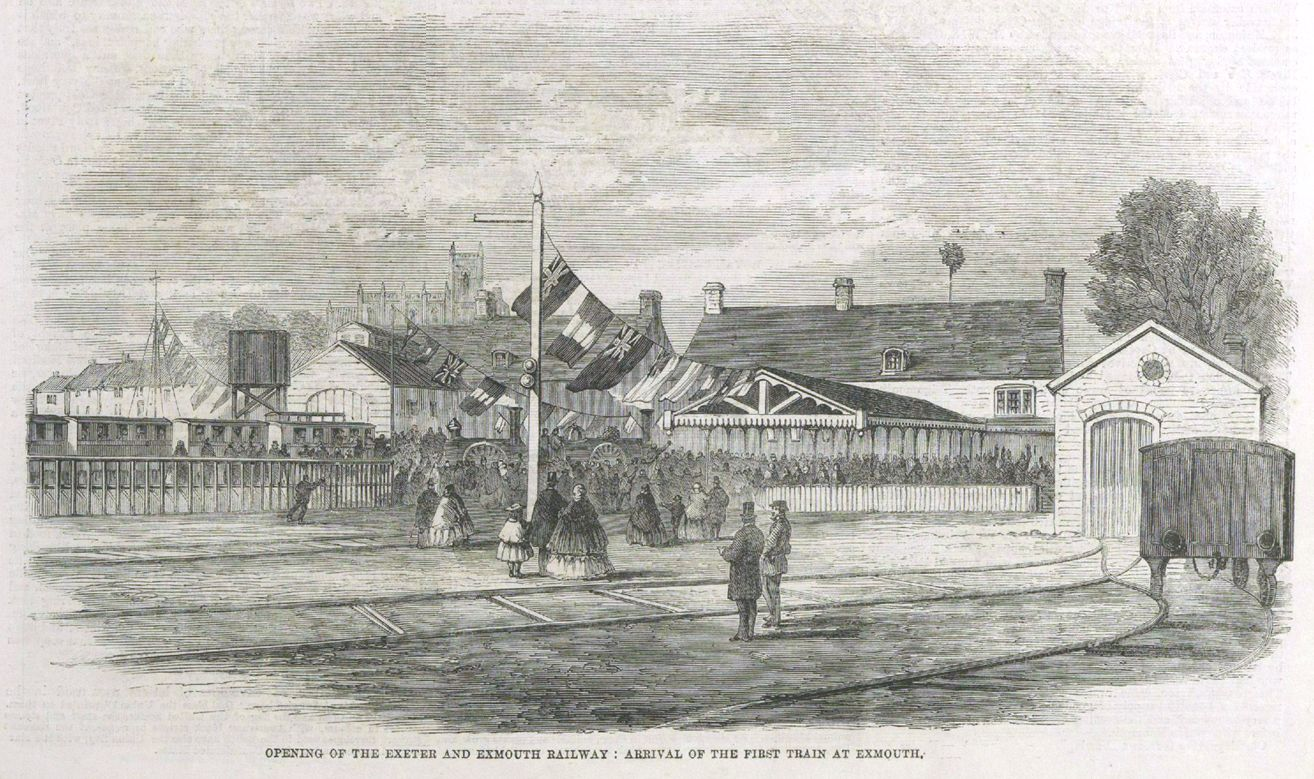
Opening, 1861
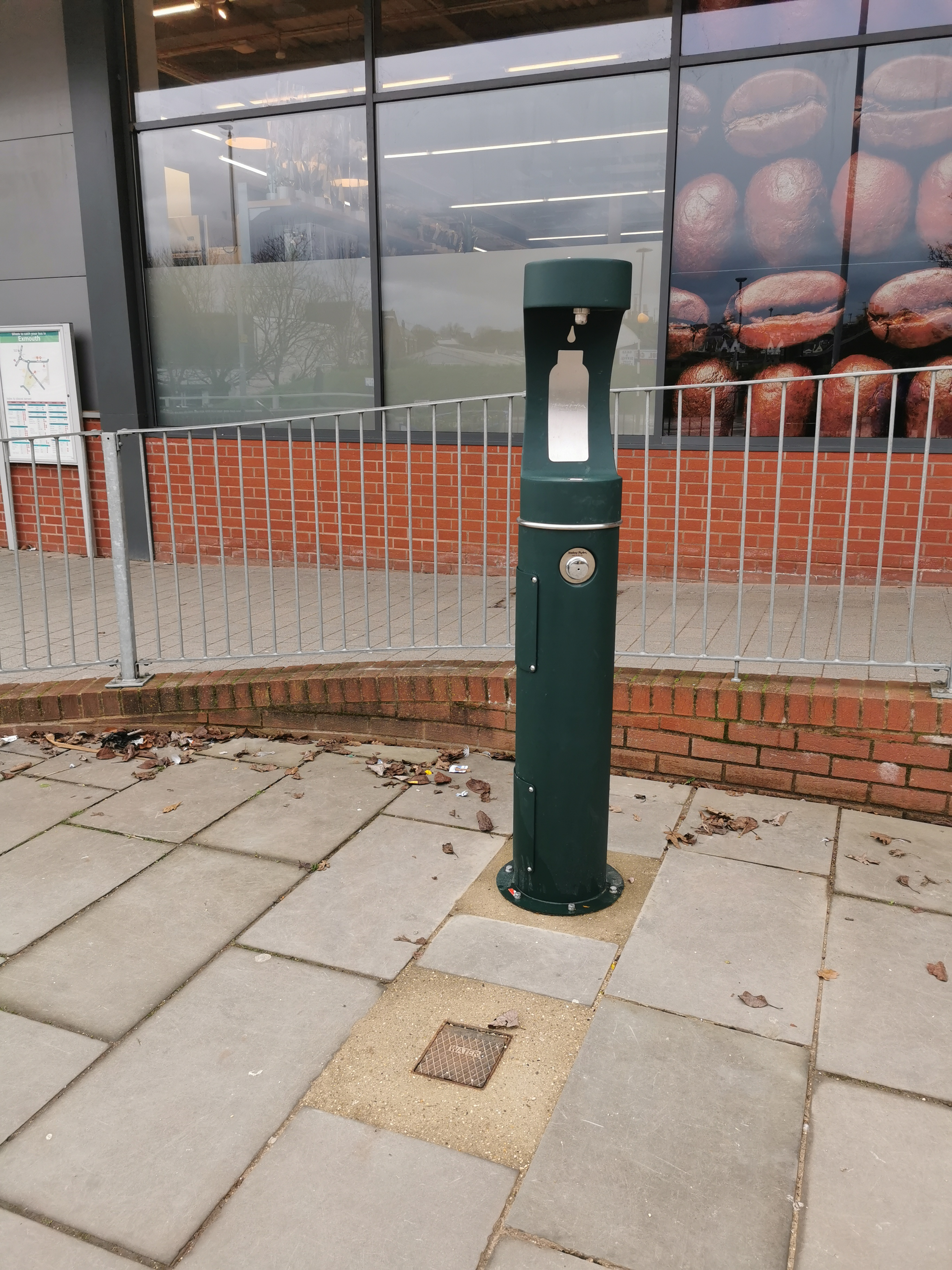
Tappunt voor drinkwater